# Diamphipnoa
Diamphipnoa är ett släkte av bäcksländor. Diamphipnoa ingår i familjen Diamphipnoidae.
Kladogram enligt Catalogue of Life:
| Diamphipnoa | \| \| Diamphipnoa annulata \| \| \| \| \| \| Diamphipnoa colberti \| \| \| \| \| \| Diamphipnoa helgae \| \| \| \| \| \| Diamphipnoa virescentipennis \| \| \| \| |
|             | \| \| Diamphipnoa annulata \| \| \| \| \| \| Diamphipnoa colberti \| \| \| \| \| \| Diamphipnoa helgae \| \| \| \| \| \| Diamphipnoa virescentipennis \| \| \| \| |
|             | Diamphipnopsis |
|             | |
|             | Diamphipnoa annulata |
|             | |
|             | Diamphipnoa colberti |
|             | |
|             | Diamphipnoa helgae |
|             | |
|             | Diamphipnoa virescentipennis |
|             | |

|  | Diamphipnoa annulata         |
|  |                              |
|  | Diamphipnoa colberti         |
|  |                              |
|  | Diamphipnoa helgae           |
|  |                              |
|  | Diamphipnoa virescentipennis |
|  |                              |